# Noel Llewellyn
Noel Llewellyn (Puerto España, 24 de diciembre de 1951) es un exfutbolista internacional trinitense.

## Trayectoria
Comenzó en el equipo Midvale de su país en 1970. Luego pasó al Essex en 1971 y se quedó ahí hasta finales de 1976, ya que la Federación de Fútbol de Trinidad y Tobago lo suspendió de toda actividad por una controversia de una gira por Guayana Francesa.
Regresando del castigo, Los Angeles Aztecs de la North American Soccer League adquirieron sus servicios en 1979. Su último club fue el Aviation Services Limited de 1980 a 1981.

## Selección nacional
Estuvo en la selección de Trinidad y Tobago en las eliminatorias hacia el Mundial de 1974, el de 1978 y en los Juegos Panamericanos de 1975. Acumuló un total de 9 partidos, marcando 6 goles (sin contar los Panamericanos).

## Clubes
| Club                      | País              | Año       |
| ------------------------- | ----------------- | --------- |
| Midvale                   | Trinidad y Tobago | 1970      |
| Essex                     | Trinidad y Tobago | 1971-1976 |
| Los Angeles Aztecs        | Estados Unidos    | 1979      |
| Aviation Services Limited | Trinidad y Tobago | 1980-1981 |